# 妙廚老爹
《妙廚老爹》是由日本漫畫家上山栃創作的日本漫畫作品。於講談社漫畫雜誌《週刊Morning》1985年14號連載。
故事背景發生在日本福岡縣博多區，故事以主角荒岩一味高超的料理為經，溫馨家庭的經營為緯，如何在工作和家庭之間取得平衡點，共同譜出家庭和樂的情景，以及維持良好的人際關係。
每集約為10（8～11）回，並附有食譜。偶爾主角會到世界各地（其實是作者），蒐集各地特殊食譜。有時還有作者或讀者提供的食譜或各地小吃的報導。此外，還有若干特別篇，為某些主題料理的整理。

## 登場人物

### 荒岩家
荒岩一味（聲：玄田哲章／山口勝平（少年）、演員：山口智充）（粵語配音：盧國權）
又譯荒岩一未，剛出場時31歲，身高180、體重80，就職於金丸產業營業二課，當時職位為營業主任，在卷五十一 第504回時被升職為係長，在卷九十六 第924回時被升職為課長。
一味的變裝
- 惡魔岩 ：〈漫畫〉為一味於三卷　第 27 回《時髦的油炸丸子》中上電視時使用之造型。
- 可樂餅大王：〈漫畫〉為一味於廿六卷　第 255 回《好好玩哦!!炸肉餅變變變》中上電視時使用之造型。

荒岩虹子（聲：勝生真沙子、台灣配音：汪世瑋（三立都會台）、演員：富田靖子）
荒川一味的妻子，就職於日福新聞，工作為地方文化記者。
高中時期是網球社主將。從小非常好動，完全不會任何家事，體力還勝過許多男性。喜愛上山下海，經常跑到偏遠的鄉下地區採訪當地的住民文化。
荒岩誠（聲：高山南、台灣配音：林美秀（三立都會台）、演員：花岡拓未)））
4月25號生日金牛座B型，剛出場時是小學二年級七歲，曾經就讀過山葵托兒所/築紫小學/築紫中學/琉球大學，有著遺傳自父親的壯碩體格，原先是已成為大阪浪花商事的上班族（漫畫），但在與早苗在京都的義大利餐廳 Il Gottone約會時，被店內的料理味道所震撼，在與主廚商談後便毅然從浪花商事辭職，已進入後場工作為目標加入Il Gottone。
荒岩美雪（聲：高山南、演員：櫻井詩月））
荒岩一味和虹子的愛女，荒岩誠的妹妹1月26號生日。曾經就讀山葵托兒所/築紫小學，現今日版集數已升至高中。
貝音（聲：冬馬由美）
漫畫譯作貝貝、舊譯小波，荒岩家的愛犬。
性格忠實，而且會護主，還帶有點靈性（人性）。是田中一從博多碼頭（ベイサイドプレイス）撿回來的流浪犬，也因而得名。起初田中看它可憐，給他肉包子吃後，貝音便開始跟隨田中，甚至隔天還跟到公司，被田中屢次趕走後，終於不見其蹤影了。但是當日晚上突然下起豪雨，在同事的譴責和良心下，田中回到碼頭去找，但沒有找到，直到隔天才尋獲。但是因為田中當時住在公寓中，無法養寵物，所以送給荒岩養。動畫版當時荒岩一味家中也是公寓，所以送給了一味的媽媽吉岡加代飼養，最後在荒岩搬到新家後，才回到一味的家中。漫畫版則直接住進去。
貝音和主人之一荒岩美雪感情特別好，兩人常常在一起，甚至要被送走時，還哭鬧不已良久。貝音也和主人之一吉岡院長特別好，吉岡被罵時，常跑去跟貝音哭訴。要被帶回去一味家中時（因為當時剛搬新家，美雪並不習慣，所以要來安撫用的），甚至難過了很久。（漫畫單行本巻三十中有詳細介紹）

### 根子游家
根子田味知（聲：大坪純子）
動畫譯作根子游未知、舊譯味知，本姓荒岩，住東京，工作撰稿員。
根子田敏夫（聲：古谷徹）
動畫譯作根子游敏夫、綽號為小貓，工作自稱為自由攝影師，其實是自由打工人。後續因舉辦個人攝影展，邀請荒岩一家，因小誠也邀請早苗一家的緣故，攝影作品受到早苗爸爸的賞識，進而介紹不少攝影工作，目前為攝影工作者。
根子田空悟（聲：冬馬由美）
動畫譯作根子游空悟，味知與敏夫的長子。其父原本想取名『孫悟空』，卻遭周遭親友反對，最後由父母各取一個字，味知喜歡的天空的『空』和悟空的『悟』，合為『空吾』。
根子田洋平
- 味知與敏夫的次子。

### 吉岡家
吉岡勝代（聲：鯨）
小誠、美雪的奶奶。
吉岡院長（聲：八奈見乘兒）
小誠、美雪的爺爺

### 小誠朋友
- 吉永早苗（吉永さなえ）：荒岩誠的女朋友。
早苗轉學前在4班，小誠在2班，之後轉學回來後才在同一班，性格溫柔文雅害羞，是當時築紫小學的校花。早苗小學三年級騎腳踏車時跌倒受傷，被小誠發現後扶回家擦藥，兩人因此一見鍾情(?，因為小誠的溫柔細心)。動畫版中當天晚上早苗和小誠兩家人到筑後寺賞櫻，兩家人因此認識，這也是早苗第一次把自己放開。隔天早苗因為父親工作的緣故，便搬到東京。小誠便哭著央求父親荒岩一味交他做點心，當作離別禮。（動畫第1集）漫畫版中則是早苗看到小原江子後，默默的離開。（漫畫第3卷）但是之後早苗來是來找小誠，但是卻是告知說她要離開了。（漫畫第4卷 COOK42）
兩人從此之後便開始談遠距離戀愛，透過書信或是電話，互相慰問。早苗也利用父親出差到博多或是回到奶奶家（在博多）的機會，來探望小誠，甚至和荒岩一家人一起出遊。小誠也藉由姑姑在東京結婚等機會去探望。直到後來（還是國小）早苗才搬回來博多（漫畫第26卷 COOK257），兩人一起上國中、高中，最後與小誠分隔兩地，早苗讀東京的東都大學，小誠讀沖繩的琉球大學，現已與小誠訂下婚約（COOK1667）。
早苗剛到東京時，一度交不到什麼朋友，最後才慢慢改善。其中有一位近藤（原為早苗同班同學，後轉學跟小誠同班），曾經和小誠爭奪早苗，但是最後小誠獲勝了（當時社區馬拉松比賽，早苗幫小誠加油而不是近藤）。
  - 吉永健一（暫）：吉永早苗的爸爸（詳見吉永早苗頁面）。
- 小原江子（小原えつ子，動畫譯：小英，舊譯：悅子）：荒岩誠的好朋友。 
性格較活潑，在班上人緣極佳。家中經營印刷廠，因此父母都很忙碌，很晚回家，因此便身代母職，除了要照顧弟弟－阿勤以外，還要照顧家裡。個性非常顧家（曾經因為弟弟生病，因而拒絕小誠等朋友的邀約），有媽媽的味道。六年級起，因為看母親常要趕回來煮飯，因此便自告奮勇的要負責三餐，漸漸的培養出不錯的料理技術（啟蒙老師為荒岩一味，此後若有不懂處，便會向之詢問），也常和好友森山小三、吉永早苗、篠原、阿宏、阿廣...等人到小誠家中學習料理技術。常常看到她到市場買菜（因此少了很多遊樂的時間），而且很會殺價。
在漫畫版中，從小學起就暗戀過小誠，不過卻被小三所暗戀。在高中考試之前曾向小誠告白，但是被婉拒（因為小誠已經有早苗了），但是兩人之後還是好朋友。後和小三感情發展的不錯。動畫版中則是對小誠有好感，也為小三（動畫譯：三浦小三，而漫畫為森山小三）所暗戀。有次小三想要向小江告白，但是苦無勇氣，因此便約小誠一起陪同，但是小三一直無法開口，又看見小誠和小江的動作頻頻，便吃了小誠的醋，但是最後被田中化解此誤會（他謊稱他在公車上碰到小江，聽到她曾暗唸關於小三的事情）。
爾後小江便獲得推薦到附屬女子高中，和小誠等人分開，之後就直升大學。雖然是全班最早獲得推薦進入高中的，但是內心其實想和小誠就讀同一所學校。現在和小誠、早苗、小三等人的友情還是持續下去。
  - 小原勤（暫）：江子的弟弟
- 森山小三（森山みつぐ，動畫譯：三浦小三(三浦みつぐ)，舊譯：小貢），生日12月24日
和小誠一起長大的好朋友，特徵是遺傳父親的鱈魚子厚嘴唇。
目前與小江一同留在九州並與之交往，大學畢業後進入金丸產業就職，成為了一味和田中的後輩。
  - 森山千繪（暫）（動畫譯：三浦千惠）：小三的妹妹
  - 小三的爸爸
  - 小三的媽媽
- 篠原：小誠的同學
- 近藤：小誠的同學
- 阿弘：小誠的同學
- 江波廣良（紀）（暫）（江波ヒロユキ）小誠球隊的守門員，很會做菜，會自己記錄食譜的要訣
- 阿治（暫）（オサム）
- 秋山通（暫）
- 美津子（暫）（ミツ子）
- 森山純子：原本住在小誠樓上的
- 戶田純子：很照顧小誠的學姊

### 美雪朋友
- 岡部莉娜（岡部リナ）（舊譯：岡部麗娜）：美雪幼稚園和小學的同學。
她在中途轉入わらび保育園，之後就一直和美雪同班，並且變成好朋友，後一起升到小學。其措詞較老成（ませた言葉遣いで）。雖然個性較任性，但和美雪卻是意氣相投，像個野丫頭一般。
- 寺島國廣（暫））
- 健太（暫）（けんた）
- 昇太（暫）
- 千惠
- 一樹

### 田中家族
- 田中一  ：身高176體重74，生日5月12日，剛出場時25歲，在金丸產業營業二課工作，非常的喜歡吃公司附近一家叫〝喜多〞的店的豬排飯，不論到哪裡吃飯，只要店裡菜單上有豬排飯，就一定會點來吃。

在96卷924回，由於小惠因家庭因素拒絕升職為係長，就故意指派田中難辦的工作，測試是否有獨當一面的能力，還交代其他同仁故意引誘田中去喝酒或是協助處理，但全被田中拒絕，到最後有在期限內交辦完成工作，小惠和一味也宣布由田中直升到係長。
- 田中夢子：娘家在鹿兒島本姓木村，身高165體重54，出場時22歲，曾在金丸產業營業二課工作，婚後才離職做全職的家庭主婦，喝醉酒時會一直笑，講話會有點瘋瘋癲癲的。
  - 田中元輝：夢子和田中愛的長子。名字是田中取的，希望能夠『元』氣滿滿，充滿光『輝』。
  - 田中結輝（暫）：夢子和田中愛的結晶
- 田中二郎：田中一的大弟弟，大學就讀博多大學
  - 春美：從高中就與二郎交往，喜歡吃咖哩麵包
- 田中三郎：田中一的弟弟 
  - 田中一的媽媽（暫）
  - 田中一的爸爸（暫）
  - 田中勇三：田中的叔叔，曾反對田中和夢子結婚
  - 福边天子：三郎实验室的学妹，现已交往

### 金丸產業

#### 營業二課
- 荻野和義：（暫）（荻野かずよし）職位係長
  - 荻野晶：荻野係長的女兒
- 廣田惠子：（広田けいこ，舊譯：敬子，景子）
  - 廣田信男：惠子的老公
    - 廣田志：惠子的兒子
- 梅田良男（梅田よしお，舊譯：吉雄）
  - 梅田由美（梅田ユミ）：梅田的愛妻，娘家姓荒木。
和梅田在大學社團（台版中为合唱社）認識，結婚時還是位大學生（卷6 COOK52），叫梅田"親愛的"，而被稱為"愛妻由美"。娘家姓荒木。個性活潑而執著（?），有次因為喜歡上女子摔角，竟不知好歹的去挑戰職業選手，最後是種島惠幫她解圍。此外也很愛撒嬌，因此在荒岩一味教她料理時，表現太過親密，而被人誤會（她稱荒岩為"荒岩叔叔"）。
初期時好用高級食材，因此也曾當過月光族，常去跟荒岩一味或娘家借錢，但不希望梅田知道（怕他會認為自己賺的錢不夠花）。例如有一次要做梅田喜歡的肉（よしおがユミに肉じゃがを作ってくれと頼んだことがきっかけで），卻沒錢買食材，因此跑去一味家借錢，事情才爆發出來（一味也才開始教她料理）。但經過荒岩一味的教導，以及到きんしゃい屋修行後，功力大增。曾在電視料理比賽中還得獎，因此有機會與一味假扮的惡魔岩比賽，因而知道惡魔岩的真正身分。對西點的技術尤為高超，尤其是蛋糕，還可以化作正餐（食事にケーキを出す始末）。目前專注於園藝種植，耕種蔬菜等等。
漫畫版中，由美曾和梅田一起搬到東京（卷13 COOK127），之後又搬回博多（卷20 COOK196），但動畫版中並沒有（因為動畫版中，從荒岩虹子懷孕到出生，只用不到5集就帶過去了，但是漫畫則花了較多的時間，而梅田調職的事情剛好在那期間，因此被略過去了（?））。
    - 梅田年男：梅田良男的爸爸
    - 荒木恭三：梅田由美的爸爸
- 種島惠（種ヶ島恵）：金丸產業營業二課成員。
鹿兒島縣人。漫畫版中，因梅田良男調職東京而遞補的新人，是九州大學經濟系的高材生（全校第一）。動畫版中，因四眼田雞的離職而遞補，東都大學（好像是）畢業的超高材生。
剛進來時由田中一擔任指導員，個性認真負責（初期因對業務的不熟，再加上指導員帶領的不好，常常出錯，而被荒岩一味主任命令加班重做，但是主任對事後的關懷，卻也感動了種島，詳見卷13 COOK128）。偶像般的容貌，吸引了許多人想跟她交往（包含當時還未婚的田中）。外表優柔的她，卻藏有柔道初段的實力。非常喜歡格鬥，常常去看摔角表演（也曾和梅田由美一同參加摔角邀請賽，還獲得冠軍），尤其喜歡墨西哥籍蒙面選手サルサマスク。此外也很會喝酒，連田中都敵不過。似乎對田中的秘密有所知（田中の事をひそかに好いていたりもした）。田中夢子離職後，更成為營業二課的中堅份子。
漫畫某卷後，開始和後輩－工藤三平交往，雖然目前兩人分隔兩地，但感情似乎都沒變。此外，動畫版中出現度並不高，但是漫畫版中與工藤的戀情倒是蠻受矚目的。
- 工藤三平：夢子辭職後接手的人，臉長長的行為有點鈍鈍，但很會做菜，家裡唯一的兒子，有兩個姐姐一個妹妹
  - 工藤美香：三平的大姊
  - 工藤陽子：三平的二姊
  - 工藤妙子：（工藤タイ子）：三平的妹妹，小三暗戀過
- 江口徹
  - 江口滿：江口徹的妹妹
- 青木琉璃子（青木ルリ子）：金丸產業營業二課成員。
北九州市人。漫畫版中，原本就職於財務部，因吉田春美離職而遞補的新人，就職不到2年，由主任廣田惠子負責指導。因為長的很可愛，所以很受異性同事的愛戴。
小學三年級的時候，乘坐火車時，和父母失散了，恰好碰到坐在同一列車上的荒岩一味的幫忙（65卷COOK633），之後（71卷COOK696、COOK697）恰巧成為上司下屬的關係（因此他叫荒岩為叔叔）。也是便當一族，喜歡跟荒岩係長等人一起吃便當。接替吉田後，對吉田細心的介紹電腦的使用方法和維護方法，感到感謝。原本討厭的披薩也因荒岩漸漸喜歡了，也因他而喜歡烹飪。和同事江口徹感情不錯，但喜歡的人是住在江口隔壁的原口，後來跟原口結婚並且離職。
  - 青木勝 琉璃子的弟弟，小提琴很厲害

#### 其他部門
- 東山徹思：東山常務董事（東山常務），身高158體重85  
  - 東山夫人
- 山岸：和一味一起進公司的，目前在東京分公司
- 頓田光（暫）
- 金丸會長（暫）
- 金丸正一（暫）非常喜歡吃烏龍麵，自從學會自己做烏龍麵後，還自己蓋了間烏龍庵
- 島田
- 池田敏子總務課主任，一味的大學同學
  - 溝口達也：一味的兒時玩伴，兩人一直到高中都同校，目前在市內一家電器製造工廠工作，父母早逝所以十幾年來都自己一個人生活，後來在一味的介紹下跟池田敏子再一起

#### 已離職退休
- 四眼田雞（メガネ）：本名不詳，原營業二課成員，現已離職，繼承岳父家家業。
比荒岩一味早一年進公司（一味より一年先輩だったが），但是爬昇的速度似乎沒比他快（出世は一味のほうが早かった）。不過因為有他的存在，讓整個荒岩組同事有更輕鬆的氣氛，也是荒岩相當信任的一位好夥伴。釣魚的技術很高超，而且也會開船（自己甚至還有一艘船），常常帶以前的同事或是荒岩誠和一味一起出海垂釣。當小誠還是新手時（應該是第一次去釣魚時），就曾遇到四眼田雞，甚至最後因四眼田雞送他魚，而成為激起了小誠釣魚興趣的原因之一。不但釣魚的技術好，煮魚的技術也不錯。但也曾因為太過迷於釣魚，而忘記兒子的生日（要帶他去遊樂園）。荒岩一味有需要一些東西時，也常常會跟他借（例如雞蛋或是臼）。
離職後，便到學生時期就結婚的妻子的父母家幫忙（其實最早離職的原因就是因為其岳父母年紀太大了，想說要幫忙照料其事業），最後也做的很成功。除了養豬之外，還有種植一些蔬果（其中橘子因為政府徵收而全部砍掉了）。和妻子養有一兒－正治。最喜歡的食物是牛肉蓋飯。
  - 正治：四眼田雞的兒子（詳見四眼田雞頁面）。
- 大平課長（動畫譯：太平課長）：退休後開了間麵店，原則為提供客人一個安心舒適的小酌場所。
  - 大平幸子：大平課長的老婆，本姓小泉
    - 大平樹雄：大平課長的兒子
- 吉田春美（暫）（吉田はるみ）：名字於卷卅二　第 312 回時確立。
- 田中夢子：田中一的妻子，在職時為荒岩一味的得力助手。初期愛慕荒岩，後來受田中一的真心感動而接受了他，婚後在家相夫教子。

### 商店相關
- 一品軒：餃子專賣店，店主原本學習中國料理，後因客人喜愛餃子而專賣餃子。退休後將店面交給兒子媳婦，有一孫 - 秋菜。
- 上田守：原本是住在荒岩家樓上三樓的鄰居之一是個重考生，後來搬離，並設定目標要當廚師，就讀料理學校，畢業後在“松二家”小吃店工作兩年，之後因老闆個人的原因把店關了，於是就自己開了一家叫“瞳”蓋飯專賣店(以路邊攤的形式)
  - 瞳：上田守的女朋友，後來結婚，並與上田守生下一女名為夕美。
- 上田康巳：上田守哥哥，樓上的鄰居
- 雜貨店的老婆婆：本名不詳
- 田島：作木桶的
- 大介 家裡開麵包店的小朋友

### 其他
- 酒本：一味大學同學，惡魔岩節目的製作人
- 深井治（暫）：部長，虹子的上司
- 阿政先生：去鄉下玩的時候會遇到的
- 花田昌樹：田中的好友，最喜歡麵包和果醬，在飯店工作，從飯店離職後在麵包店工作
  - 清水妙子：田中的好友，與花田在交往，在旅行社上班
- 木村達也：夢子的弟弟
- 間宮千香： 田中的相親對象，真心喜歡田中的人，本來要與田中結婚的，家裡是代代經營博多玩偶的老店，但因田中不願離開現在的工作，所以婚約就取消了
- 亞子：根子由的助手，愛唱歌
- 丸田：虹子的高中同學兼初戀情人，不論吃甚麼東西喜歡整個的，例如：蘋果要整顆、魚要整條，與一味樣喜歡做菜，目前在橫濱當中學老師
  - 民子：丸田的新婚老婆
- 小豬：串場人物
- 篠田：一味大學的老師，非常愛吃蔥火鍋
- 田老師（畑先生）：小誠班上新來的老師
- 狄多‧喬特：（ティート・チョッタ）：義大利人，在羅密歐‧亞魯夫公司工作，十分仰慕日本女性，行為有點好色
- 喬露亞‧摩拉特：義大利人，狄多的未婚妻，之後與狄多結婚生下一女
  - 瑪莉亞‧喬特：狄多與喬露亞之女
- 井浦留吉：（暫）
- 白川拓男：（暫）一味大學同學，在熊本經營舶來品進出口的公司，跟博多的金榭定食屋的老闆娘已結婚但因為工作緣故分隔兩地居，每個禮拜六才會碰面
- 基魯基魯（キルキル）：本名宋淑明，韓國人。
- 崔小姐：韓國人。
- 竹田（暫）從橫濱單身赴任到博多，在三星產業工作，職位課長，在橫濱的家裡有三個兒子
  - 一彥：竹田的大兒子，與母親住在橫濱
  - 信彥：竹田的二兒子，與母親住在橫濱
- 辛蒂：香港人，本名：李心明，
  - 李先生（リーさん） （暫）：香港人，一味大學的同學，也很會做菜，辛蒂的哥哥，工作是在香港教日文。
    - 萬里小姐一味大學的同學，李先生的老婆，辛蒂的大嫂
- （暫）
- （暫）
- 花岡先生（暫）
- 王丸支（暫）三星產業的社長
- 山邊社長〈暫〉：釣季月刊的社長，於卷卅二　第 316 回提議荒岩一味與荒岩誠一同參加阿拉斯加釣鮭之旅。
- 末田 蘇

## 地點

### 公司
- 金丸產業

### 學校
- 築紫小學（漫畫）/筑紫小學（動畫）
- わらび保育園（暫）
- 博多大學

### 商店
- 瞳(丼のひとみ)
- ドレーミベーカリー（暫）
- 金榭屋（きんしゃい屋）
- 伊藤鮮魚店
- 金丸（暫）
- やえ（暫）
- ブルーベル（暫）
- 喜多
- チグサ（暫）
- つるや（暫）
- 村の吉珍（暫）

註：（暫）表暫時翻譯，或尚未有正式中文翻譯

## 出版書籍
| 卷數 | 講談社         | 講談社                 | 尖端出版       | 尖端出版               |
| 卷數 | 發售日期       | ISBN                   | 發售日期       | ISBN / EAN             |
| ---- | -------------- | ---------------------- | -------------- | ---------------------- |
| 1    | 1986年1月14日  | ISBN 4-06-300004-4     | 1996年6月30日  | ISBN 957-10-0379-4     |
| 2    | 1986年6月13日  | ISBN 4-06-300005-2     | 1996年7月31日  | ISBN 957-10-0483-9     |
| 3    | 1986年10月16日 | ISBN 4-06-300006-0     | 1996年8月31日  | ISBN 957-10-0484-7     |
| 4    | 1986年11月14日 | ISBN 4-06-300007-9     | 1996年8月31日  | ISBN 957-10-0485-5     |
| 5    | 1987年2月16日  | ISBN 4-06-300008-7     | 1996年9月30日  | ISBN 957-10-0628-9     |
| 6    | 1987年5月14日  | ISBN 4-06-300009-5     | 1996年11月15日 | ISBN 957-10-0693-9     |
| 7    | 1987年8月19日  | ISBN 4-06-300010-9     | 1996年12月15日 | ISBN 957-10-0694-7     |
| 8    | 1987年11月17日 | ISBN 4-06-300011-7     | 1997年1月15日  | ISBN 957-10-0695-5     |
| 9    | 1988年2月19日  | ISBN 4-06-300012-5     | 1997年1月15日  | ISBN 957-10-0696-3     |
| 10   | 1988年5月20日  | ISBN 4-06-300013-3     | 1997年3月15日  | ISBN 957-10-0697-1     |
| 11   | 1988年8月19日  | ISBN 4-06-300036-2     | 1997年4月15日  | ISBN 957-10-0698-X     |
| 12   | 1988年11月17日 | ISBN 4-06-300037-0     | 1997年6月30日  | ISBN 957-10-0699-8     |
| 13   | 1989年2月20日  | ISBN 4-06-300038-9     | 1997年7月31日  | ISBN 957-10-1019-7     |
| 14   | 1989年5月19日  | ISBN 4-06-300039-7     | 1997年7月31日  | ISBN 957-10-1020-0     |
| 15   | 1989年8月21日  | ISBN 4-06-300040-0     | 1997年9月30日  | ISBN 957-10-1021-9     |
| 16   | 1989年11月20日 | ISBN 4-06-300041-9     | 1997年10月31日 | ISBN 957-10-1217-3     |
| 17   | 1990年2月21日  | ISBN 4-06-300042-7     | 1997年11月30日 | ISBN 957-10-1254-8     |
| 18   | 1990年5月21日  | ISBN 4-06-300043-5     | 1997年12月31日 | ISBN 957-10-1320-X     |
| 19   | 1990年8月21日  | ISBN 4-06-300079-6     | 1997年12月31日 | ISBN 957-10-1351-X     |
| 20   | 1990年11月19日 | ISBN 4-06-300084-2     | 1998年1月30日  | ISBN 957-10-1364-1     |
| 21   | 1991年2月21日  | ISBN 4-06-300086-9     | 1998年1月31日  | ISBN 957-10-1399-4     |
| 22   | 1991年5月20日  | ISBN 4-06-300089-3     | 1998年5月15日  | ISBN 957-10-1491-5     |
| 23   | 1991年8月21日  | ISBN 4-06-300092-3     | 1998年5月15日  | ISBN 957-10-1528-8     |
| 24   | 1991年11月20日 | ISBN 4-06-300096-6     | 1998年6月30日  | ISBN 957-10-1559-8     |
| 25   | 1992年1月20日  | ISBN 4-06-300101-6     | 1998年6月30日  | ISBN 957-10-1565-2     |
| 26   | 1992年4月21日  | ISBN 4-06-300106-7     | 1998年6月30日  | ISBN 957-10-1566-0     |
| 27   | 1992年7月20日  | ISBN 4-06-300110-5     | 1998年7月15日  | ISBN 957-10-1647-0     |
| 28   | 1992年8月20日  | ISBN 4-06-300111-3     | 1998年7月31日  | ISBN 957-10-1648-9     |
| 29   | 1992年11月17日 | ISBN 4-06-300116-4     | 1998年8月31日  | ISBN 957-10-1673-X     |
| 30   | 1993年2月19日  | ISBN 4-06-300121-0     | 1998年8月31日  | ISBN 957-10-1674-8     |
| 31   | 1993年5月20日  | ISBN 4-06-300125-3     | 1998年9月30日  | ISBN 957-10-1717-5     |
| 32   | 1993年8月20日  | ISBN 4-06-300129-6     | 1998年9月30日  | ISBN 957-10-1718-3     |
| 33   | 1993年11月19日 | ISBN 4-06-300132-6     | 1998年10月31日 | ISBN 957-10-1759-0     |
| 34   | 1994年2月21日  | ISBN 4-06-300133-4     | 1998年10月31日 | ISBN 957-10-1760-4     |
| 35   | 1994年5月20日  | ISBN 4-06-300136-9     | 1998年11月30日 | ISBN 957-10-1795-7     |
| 36   | 1994年8月19日  | ISBN 4-06-300139-3     | 1998年11月30日 | ISBN 957-10-1796-5     |
| 37   | 1994年11月18日 | ISBN 4-06-300141-5     | 1998年12月31日 | ISBN 957-10-1818-X     |
| 38   | 1995年1月20日  | ISBN 4-06-300142-3     | 1998年12月31日 | ISBN 957-10-1819-8     |
| 39   | 1995年3月20日  | ISBN 4-06-300145-8     | 1999年1月31日  | ISBN 957-10-1847-3     |
| 40   | 1995年5月22日  | ISBN 4-06-300147-4     | 1999年1月31日  | ISBN 957-10-1848-1     |
| 41   | 1995年7月19日  | ISBN 4-06-300149-0     | 1999年2月28日  | ISBN 957-10-1867-8     |
| 42   | 1995年10月20日 | ISBN 4-06-300152-0     | 1999年2月28日  | ISBN 957-10-1868-6     |
| 43   | 1996年1月20日  | ISBN 4-06-300156-3     | 1999年3月31日  | ISBN 957-10-1886-4     |
| 44   | 1996年4月20日  | ISBN 4-06-300160-1     | 1999年3月31日  | ISBN 957-10-1887-2     |
| 45   | 1996年7月19日  | ISBN 4-06-300165-2     | 1999年4月30日  | ISBN 957-10-1921-6     |
| 46   | 1996年10月21日 | ISBN 4-06-300174-1     | 1999年4月30日  | ISBN 957-10-1922-4     |
| 47   | 1997年1月21日  | ISBN 4-06-300179-2     | 1999年5月31日  | ISBN 957-10-1940-2     |
| 48   | 1997年4月21日  | ISBN 4-06-300184-9     | 1999年5月31日  | ISBN 957-10-1941-0     |
| 49   | 1997年7月19日  | ISBN 4-06-300189-X     | 1999年6月30日  | ISBN 957-10-1957-7     |
| 50   | 1997年10月21日 | ISBN 4-06-300193-8     | 1999年6月30日  | ISBN 957-10-1958-5     |
| 51   | 1998年1月21日  | ISBN 4-06-300196-2     | 1999年7月31日  | ISBN 957-10-1974-7     |
| 52   | 1998年4月21日  | ISBN 4-06-300197-0     | 1999年7月31日  | ISBN 957-10-1975-5     |
| 53   | 1998年7月21日  | ISBN 4-06-300201-2     | 1999年8月31日  | ISBN 957-10-2022-2     |
| 54   | 1998年10月20日 | ISBN 4-06-300205-5     | 1999年8月31日  | ISBN 957-10-2023-0     |
| 55   | 1999年1月20日  | ISBN 4-06-300207-1     | 1999年9月1日   | ISBN 957-10-2034-6     |
| 56   | 1999年4月19日  | ISBN 4-06-300210-1     | 1999年9月1日   | ISBN 957-10-2035-4     |
| 57   | 1999年7月19日  | ISBN 4-06-300212-8     | 1999年10月31日 | ISBN 957-10-2059-1     |
| 58   | 1999年10月20日 | ISBN 4-06-300214-4     | 2000年1月31日  | ISBN 957-10-2130-X     |
| 59   | 2000年1月19日  | ISBN 4-06-300217-9     | 2000年5月10日  | ISBN 957-10-2216-0     |
| 60   | 2000年4月19日  | ISBN 4-06-300220-9     | 2000年9月29日  | ISBN 986-304-106-8     |
| 61   | 2000年7月18日  | ISBN 4-06-300221-7     | 2000年10月13日 | ISBN 986-304-155-6     |
| 62   | 2000年10月20日 | ISBN 4-06-300224-1     | 2001年2月1日   | ISBN 986-304-273-0     |
| 63   | 2001年1月20日  | ISBN 4-06-300226-8     | 2001年5月12日  | ISBN 986-304-356-7     |
| 64   | 2001年4月20日  | ISBN 4-06-300228-4     | 2001年11月23日 | ISBN 986-304-531-4     |
| 65   | 2001年7月19日  | ISBN 4-06-300232-2     | 2001年12月7日  | ISBN 986-304-549-7     |
| 66   | 2001年10月20日 | ISBN 4-06-300234-9     | 2002年1月21日  | ISBN 986-304-582-9     |
| 67   | 2002年1月21日  | ISBN 4-06-300237-3     | 2002年6月21日  | ISBN 986-304-750-3     |
| 68   | 2002年4月20日  | ISBN 4-06-300243-8     | 2002年9月19日  | ISBN 986-304-886-0     |
| 69   | 2002年7月19日  | ISBN 4-06-300246-2     | 2002年11月24日 | ISBN 986-305-083-0     |
| 70   | 2002年10月21日 | ISBN 4-06-300251-9     | 2003年3月25日  | EAN 471-0614-36113-3   |
| 71   | 2003年1月21日  | ISBN 4-06-300260-8     | 2003年4月11日  | EAN 471-0614-36161-4   |
| 72   | 2003年4月19日  | ISBN 4-06-300262-4     | 2003年7月11日  | EAN 471-0614-36272-7   |
| 73   | 2003年7月18日  | ISBN 4-06-300266-7     | 2003年10月14日 | EAN 471-0614-36402-8   |
| 74   | 2003年10月22日 | ISBN 4-06-300268-3     | 2003年12月2日  | EAN 471-0614-36487-5   |
| 75   | 2004年1月22日  | ISBN 4-06-300271-3     | 2004年3月17日  | EAN 471-0614-36696-1   |
| 76   | 2004年4月22日  | ISBN 4-06-300275-6     | 2004年6月16日  | EAN 471-0614-36794-4   |
| 77   | 2004年7月22日  | ISBN 4-06-300277-2     | 2004年9月24日  | EAN 471-0614-37141-5   |
| 78   | 2004年10月21日 | ISBN 4-06-300278-0     | 2004年12月8日  | EAN 471-0614-37306-8   |
| 79   | 2005年1月20日  | ISBN 4-06-300279-9     | 2005年3月17日  | EAN 471-0614-37497-3   |
| 80   | 2005年4月21日  | ISBN 4-06-300281-0     | 2005年7月1日   | EAN 471-0614-37752-3   |
| 81   | 2005年7月21日  | ISBN 4-06-300282-9     | 2005年10月13日 | EAN 471-0614-37942-8   |
| 82   | 2005年9月18日  | ISBN 4-06-300283-7     | 2005年12月12日 | EAN 471-7702-20045-9   |
| 83   | 2005年11月20日 | ISBN 4-06-300284-5     | 2006年4月4日   | EAN 471-7702-20289-7   |
| 84   | 2006年1月21日  | ISBN 4-06-300285-3     | 2006年6月1日   | EAN 471-7702-20387-0   |
| 85   | 2006年3月21日  | ISBN 4-06-300286-1     | 2006年7月29日  | EAN 471-7702-20534-8   |
| 86   | 2006年5月23日  | ISBN 4-06-300287-X     | 2006年8月30日  | EAN 471-7702-20609-3   |
| 87   | 2006年7月21日  | ISBN 4-06-300288-8     | 2006年12月7日  | EAN 471-7702-20735-9   |
| 88   | 2006年9月22日  | ISBN 4-06-300289-6     | 2007年1月22日  | EAN 471-7702-20815-8   |
| 89   | 2006年11月22日 | ISBN 4-06-300290-X     | 2007年3月7日   | EAN 471-7702-20945-2   |
| 90   | 2007年1月23日  | ISBN 978-4-06-300291-1 | 2007年5月3日   | EAN 471-7702-21036-6   |
| 91   | 2007年3月23日  | ISBN 978-4-06-300292-8 | 2007年6月13日  | EAN 471-7702-21149-3   |
| 92   | 2007年5月23日  | ISBN 978-4-06-300294-2 | 2007年7月13日  | EAN 471-7702-21211-7   |
| 93   | 2007年7月23日  | ISBN 978-4-06-300295-9 | 2007年10月20日 | EAN 471-7702-21475-3   |
| 94   | 2007年9月20日  | ISBN 978-4-06-300296-6 | 2007年12月31日 | EAN 471-7702-21635-1   |
| 95   | 2007年11月22日 | ISBN 978-4-06-300297-3 | 2008年2月27日  | EAN 471-7702-21768-6   |
| 96   | 2008年2月22日  | ISBN 978-4-06-300298-0 | 2008年7月3日   | EAN 471-7702-21968-0   |
| 97   | 2008年4月23日  | ISBN 978-4-06-300301-7 | 2008年10月1日  | EAN 471-7702-22105-8   |
| 98   | 2008年6月23日  | ISBN 978-4-06-300302-4 | 2008年12月4日  | EAN 471-7702-22257-4   |
| 99   | 2008年8月22日  | ISBN 978-4-06-300303-1 | 2009年2月7日   | EAN 471-7702-22354-0   |
| 100  | 2008年11月27日 | ISBN 978-4-06-300304-8 | 2009年5月5日   | EAN 471-7702-22508-7   |
| 101  | 2008年12月22日 | ISBN 978-4-06-300305-5 | 2009年6月4日   | EAN 471-7702-22536-0   |
| 102  | 2009年1月23日  | ISBN 978-4-06-300306-2 | 2009年7月3日   | EAN 471-7702-22671-8   |
| 103  | 2009年3月23日  | ISBN 978-4-06-300307-9 | 2009年12月4日  | EAN 471-7702-22912-2   |
| 104  | 2009年5月22日  | ISBN 978-4-06-300309-3 | 2010年3月10日  | EAN 471-7702-22920-7   |
| 105  | 2009年7月23日  | ISBN 978-4-06-300310-9 | 2010年6月3日   | EAN 471-7702-23223-8   |
| 106  | 2009年9月23日  | ISBN 978-4-06-300311-6 | 2011年2月19日  | EAN 471-7702-23544-4   |
| 107  | 2009年11月20日 | ISBN 978-4-06-300313-0 | 2011年7月4日   | EAN 471-7702-23610-6   |
| 108  | 2010年1月22日  | ISBN 978-4-06-300314-7 | 2011年12月2日  | EAN 471-7702-23611-3   |
| 109  | 2010年3月23日  | ISBN 978-4-06-300315-4 | 2012年6月13日  | EAN 471-7702-23612-0   |
| 110  | 2010年5月21日  | ISBN 978-4-06-300316-1 | 2012年10月12日 | EAN 471-7702-23613-7   |
| 111  | 2010年8月23日  | ISBN 978-4-06-300317-8 | 2013年10月16日 | EAN 471-7702-24257-2   |
| 112  | 2010年11月22日 | ISBN 978-4-06-300319-2 | 2014年3月18日  | EAN 471-7702-24258-9   |
| 113  | 2011年2月23日  | ISBN 978-4-06-300321-5 | 2014年7月16日  | EAN 471-7702-24259-6   |
| 114  | 2011年5月23日  | ISBN 978-4-06-300322-2 | 2015年1月21日  | EAN 471-7702-24666-2   |
| 115  | 2011年7月22日  | ISBN 978-4-06-300323-9 | 2015年4月20日  | EAN 471-7702-24667-9   |
| 116  | 2011年9月23日  | ISBN 978-4-06-300325-3 | 2015年12月18日 | EAN 471-7702-24668-6   |
| 117  | 2011年12月22日 | ISBN 978-4-06-300326-0 | 2016年7月6日   | ISBN 978-957-10-6780-3 |
| 118  | 2012年3月23日  | ISBN 978-4-06-300328-4 |                |                        |
| 119  | 2012年6月22日  | ISBN 978-4-06-300329-1 |                |                        |
| 120  | 2012年8月23日  | ISBN 978-4-06-300331-4 |                |                        |
| 121  | 2012年11月22日 | ISBN 978-4-06-300332-1 |                |                        |
| 122  | 2013年1月23日  | ISBN 978-4-06-300333-8 |                |                        |
| 123  | 2013年3月22日  | ISBN 978-4-06-300334-5 |                |                        |
| 124  | 2013年6月21日  | ISBN 978-4-06-300335-2 |                |                        |
| 125  | 2013年10月23日 | ISBN 978-4-06-300337-6 |                |                        |
| 126  | 2014年1月23日  | ISBN 978-4-06-300338-3 |                |                        |
| 127  | 2014年3月20日  | ISBN 978-4-06-300339-0 |                |                        |
| 128  | 2014年6月23日  | ISBN 978-4-06-300340-6 |                |                        |
| 129  | 2014年9月22日  | ISBN 978-4-06-300341-3 |                |                        |
| 130  | 2014年11月21日 | ISBN 978-4-06-300342-0 |                |                        |
| 131  | 2015年2月23日  | ISBN 978-4-06-300343-7 |                |                        |
| 132  | 2015年6月17日  | ISBN 978-4-06-300344-4 |                |                        |
| 133  | 2015年8月21日  | ISBN 978-4-06-300345-1 |                |                        |
| 134  | 2015年11月20日 | ISBN 978-4-06-300346-8 |                |                        |
| 135  | 2016年2月23日  | ISBN 978-4-06-300347-5 |                |                        |
| 136  | 2016年4月22日  | ISBN 978-4-06-300348-2 |                |                        |
| 137  | 2016年6月17日  | ISBN 978-4-06-300349-9 |                |                        |
| 138  | 2016年9月23日  | ISBN 978-4-06-300350-5 |                |                        |
| 139  | 2016年11月22日 | ISBN 978-4-06-300351-2 |                |                        |
| 140  | 2017年3月23日  | ISBN 978-4-06-300352-9 |                |                        |
| 141  | 2017年5月23日  | ISBN 978-4-06-300353-6 |                |                        |
| 142  | 2017年8月23日  | ISBN 978-4-06-510200-8 |                |                        |
| 143  | 2017年11月22日 | ISBN 978-4-06-510257-2 |                |                        |
| 144  | 2018年1月23日  | ISBN 978-4-06-510663-1 |                |                        |
| 145  | 2018年3月23日  | ISBN 978-4-06-510929-8 |                |                        |
| 146  | 2018年5月23日  | ISBN 978-4-06-511373-8 |                |                        |
| 147  | 2018年9月21日  | ISBN 978-4-06-512843-5 |                |                        |
| 148  | 2018年12月21日 | ISBN 978-4-06-513984-4 |                |                        |
| 149  | 2019年3月22日  | ISBN 978-4-06-514947-8 |                |                        |
| 150  | 2019年7月23日  | ISBN 978-4-06-516509-6 |                |                        |
| 151  | 2019年10月23日 | ISBN 978-4-06-517615-3 |                |                        |
| 152  | 2020年1月23日  | ISBN 978-4-06-518159-1 |                |                        |
| 153  | 2020年4月23日  | ISBN 978-4-06-519102-6 |                |                        |
| 154  | 2020年7月20日  | ISBN 978-4-06-520231-9 |                |                        |
| 155  | 2020年10月23日 | ISBN 978-4-06-520822-9 |                |                        |
| 156  | 2021年1月22日  | ISBN 978-4-06-521935-5 |                |                        |
| 157  | 2021年4月23日  | ISBN 978-4-06-523003-9 |                |                        |
| 158  | 2021年7月20日  | ISBN 978-4-06-523917-9 |                |                        |
| 159  | 2021年10月21日 | ISBN 978-4-06-525693-0 |                |                        |
| 160  | 2022年1月21日  | ISBN 978-4-06-526613-7 |                |                        |
| 161  | 2022年4月21日  | ISBN 978-4-06-527583-2 |                |                        |
| 162  | 2022年7月22日  | ISBN 978-4-06-528561-9 |                |                        |
| 163  | 2022年10月21日 | ISBN 978-4-06-529520-5 |                |                        |
| 164  | 2023年1月23日  | ISBN 978-4-06-530473-0 |                |                        |
| 165  | 2023年4月21日  | ISBN 978-4-06-531470-8 |                |                        |
| 166  | 2023年7月21日  | ISBN 978-4-06-532432-5 |                |                        |
| 167  | 2023年10月23日 | ISBN 978-4-06-533302-0 |                |                        |
| 168  | 2024年1月23日  | ISBN 978-4-06-534324-1 |                |                        |
| 169  | 2024年4月23日  | ISBN 978-4-06-535332-5 |                |                        |
| 170  | 2024年7月23日  | ISBN 978-4-06-536207-5 |                |                        |
| 171  | 2024年10月22日 | ISBN 978-4-06-535331-8 |                |                        |
| 172  | 2025年1月22日  | ISBN 978-4-06-538111-3 |                |                        |
| 173  | 2025年5月22日  | ISBN 978-4-06-539535-6 |                |                        |
| 174  | 2025年7月23日  | ISBN 978-4-06-540083-8 |                |                        |

## 電視動畫
動畫部分已經完結，全部共156話（年代電視台官方說法；日文維基百科為141話，英文維基百科為151話）。其中含8集特別篇（聖誕節特別篇3篇、春季特別篇1篇、春季增刊號1篇、秋季增刊號3篇等）
- 註：話數因為特別篇和擴充集數計算方法的不同而有所差異，156集為台灣MUCH TV版本。

### 各地動畫
- 日本：1992年4月至1995年5月是由朝日放送和朝日電視台播出，並由朝日電視系各地方電視台陸續重播。
- 台灣：目前由曼迪傳播代理。首次在1997年於ROCK TV播出。然後2000年由三立都會台播出，名字改為《天才酷爸》，重播數次後目前已經無公開播映權。2005年改由MUCH TV播出，取名遵照原漫畫名《妙廚老爹》。
- 香港：動畫版譯名為《伙頭爸B》，是由TVB於1996年播出。

- 註：漫畫名為《妙廚老爹》，而動畫（三立版）曾一度改為《天才酷爸》，後來（MUCH TV版）又改回《妙廚老爹》。

### 製作團隊
- 原作：うえやまとち（講談社）
- 製作：村田英憲
- 企畫：片岡義朗（ASATSU）
- 製作人：小関道幸（ - 第77話）・藤田高一郎（第78話 - ）（ABC）、佐川祐子（ - 第92話）・山崎立士（第35話 - ）・松下洋子（第93話 - ）（ASATSU）、渡邊米彦（EIKEN）
- 作畫總監督、人物設計：敷島博英
- 開頭動畫：須田正己（第1話 - 第49話）、タイガープロ（第51話 - ）
- 監督補：小林勝利（第35話 - ）
- 美術監督：金村勝義
- 色彩監督：鬼沢冨士男
- 攝影監督：飯塚進
- 音樂：佐橋俊彦
- 錄音演出：斯波重治
- 製作擔當：一色弘安
- 企劃擔當：田島章雄、平松巨規
- 監督：角田利隆
- 効果：佐藤一俊
- 調整：熊倉亨
- 音響製作：東北新社、Omnibus Promotion
- 編輯：掛須秀一、岡田輝満
- 宣傳：株柳真司→梅村陽子（ABC）、鷲巣政安（EIKEN）
- 顯影：IMAGICA
- 動畫製作：Sunshine Corporation of Japan、Trans Arts、Tiger pro
- 協力：Studio Twinkle 、Studio Jack、Studio elle、Jay Film、のむら写真美、Rool企畫、RESISTA X1
- 製作：ABC、ASATSU、EIKEN

### 主題曲
| 類別   | 曲名              | 話數             | 作詞     | 作曲     | 編曲     | 歌         |
| ------ | ----------------- | ---------------- | -------- | -------- | -------- | ---------- |
| 片頭曲 | Happy Happy Dance | 47話後大幅度變動 | 森雪之丞 | 池毅     | 石田勝範 | YASU       |
| 片尾曲 | 爸爸什麼都知道    | 1～69話          | 森雪之丞 | 池毅     | 石田勝範 | 佐佐木真里 |
| 片尾曲 | Hands HANDS       | 70～144話        | 大本慶子 | 尾關昌也 | 根岸貴幸 | 花岡幸代   |

### 播放電視台
- 日本：朝日放送、朝日電視台（1992～1995）等
- 台灣：ROCK TV（1997），三立都會台（2000～2002），年代MUCH台（2005）
- 香港：TVB（1996）
- 韓國：MBC、OSB（2000）

## 外部連結
- 講談社搜尋書名（页面存档备份，存于）